# Esquel
Esquel — це паласитовий метеорит, знайдений поблизу патагонського містечка Ескель, що у північно-західній провінції Чубут (Аргентина). Паласити є різновидом кам'яно-залізних метеоритів, які, якщо їх розрізати та відполірувати, демонструють красиві жовтаві олівінові (перидотові) кристали.

## Історія
У 1951 році один фермер виявив метеорит у невідомому місці поблизу містечка Ескель. Він копав у землі яму для водного резервуара, коли наткнувся на знахідку. У 1992 році експерт по метеоритах Роберт Гааґ викупив екземпляр у його відкривачів, і перевіз його до Сполучених Штатів. Метеорит Esquel відомий серед усіх колекціонерів світу та наукової спільноти, яка займається дослідженнями метеоритів.

## Класифікація
Метеорит Esquel є кам'яно-залізним метеоритом і належить до основної групи паласитів (PMG).

## Зразки
В метеоритному бюлетені № 29 (1964) було записано, що загальна маса метеорита становить «близько 1500 кг». Однак О. Тюрон стверджував, що загальна його маса не перевищує 755 кг. Роберт Гааґ, покупець основної маси метеорита, повідомив, що той важить 680 кг. Майже всі шматочки метеорита Esquel, які будь-коли опинялись на ринку, походять саме із цього екземпляра, що перебуває у власності Гааґа.
Esquel є одним із найкрасивіших метеоритів з-поміж усіх виявлених на Землі, а тому серед метеоритних колекціонерів він є одним із найбажаніших паласитів.

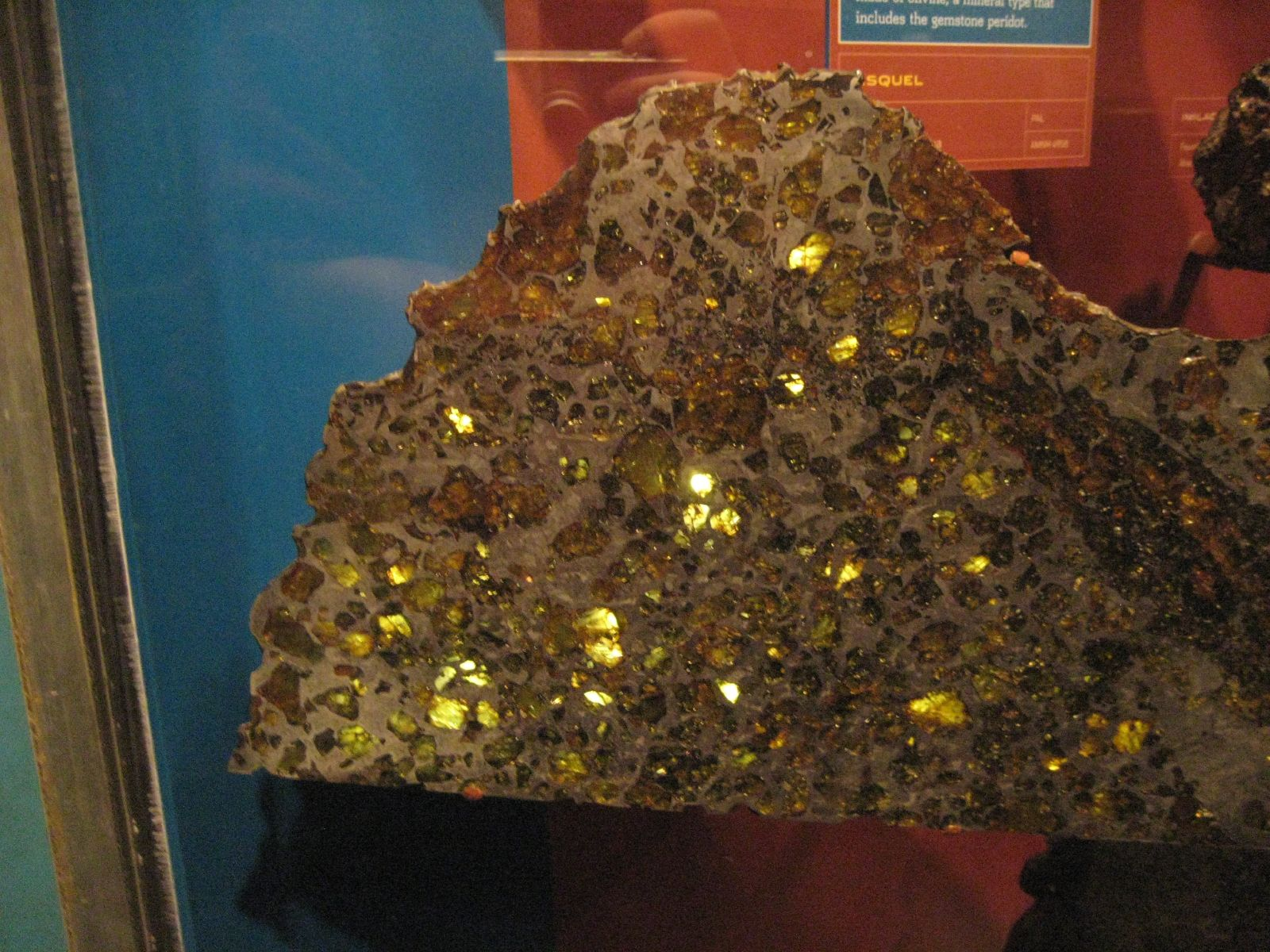
Пластина метеорита Esquel в Американському музеї природознавства